# Bas les armes !
Le roman Bas les armes ! (Die Waffen nieder!) est l'œuvre la plus connue de l'autrice et militante pacifiste Bertha von Suttner. Le livre paraît en 1889 aux éditions Edgar Pierson à Dresde et obtient en très peu de temps une diffusion et un succès considérable. Trois ans après, le livre est édité en anglais (Lay Down Your Arms), puis en italien en 1897 (Abbasso le Armi!), en français en 1899 (Bas les armes!) et en espagnol en 1905 (Abajo las armas!). Le roman connaît 37 éditions en Allemagne jusqu'à 1905 et est traduit depuis en seize langues dont le finnois, le danois (Ned med Vaabnene!), le norvégien (Ned med Vaabnene!), le suédois ou le tchèque. Jusqu'à la parution du roman À l'Ouest, rien de nouveau d'Erich Maria Remarque en 1929, le livre de Bertha von Suttner est l'œuvre la plus importante de la littérature engagée contre la guerre.
Bertha von Suttner choisit consciemment pour transmettre son message la forme romanesque au lieu d'écrire un livre spécialisé car elle est d'avis qu'elle peut ainsi atteindre un public plus large. La grande popularité de son roman résulte en partie également du fait qu'elle aborde aussi la place des femmes dans la société à côté de la question de la guerre et de la paix.
De 1892 à 1899, Bertha von Suttner publie également un mensuel sous le titre Die Waffen nieder!. La suite du roman publiée en 1903 sous le titre Marthas Kinder n'atteint pas la popularité du premier opus. En 1914 et 1952, le livre est adapté au cinéma.

## Action
Le livre présente du point de vue interne la vie de la comtesse d'origine viennoise Martha Althaus au cours de quatre guerres. Pendant la Campagne d'Italie entre l'Autriche et la Sardaigne et la Prusse, Martha âgée de 19 ans perd son premier mari, le comte Arno Dotzky. Elle devient alors une pacifiste convaincue. Son deuxième mari, le baron Friedrich Tilling, partage ses opinions bien qu'il soit lui-même officier dans l'armée autrichienne. Il prend part avec son armée aux côtés de la Prusse à la Guerre des Duchés de 1864 et à la Guerre austro-prussienne de 1866. Les sœurs et le frère de Martha meurent du choléra provoqué par la guerre et son père meurt de chagrin d'avoir perdu ses enfants. Friedrich se retire ensuite de l'armée pour pouvoir soutenir les activités pacifistes de sa femme. Lorsqu'elle séjourne à Paris en 1870 lors de l'éclatement de la Guerre franco-allemande, son mari est fusillé après avoir été soupçonné d'être un espion prussien. Son fils Rudolf né de son premier mariage commence alors à s'engager sur les traces de sa mère.

## Réception
Son livre devient un best-seller de la fin du XIXe siècle. Il fait l'objet d'hommages appuyés de la part de personnalités telles :
- Léon Tolstoï : « L'abolition de l'esclavage a été précédée par le fameux livre d'une femme, Mme Beecher-Stowe ; Dieu donne que l'abolition de la guerre le fût par le vôtre »
- Alfred Nobel : « ... cette main d'amazone qui fait si vaillamment la guerre à la guerre »

### Éditions
- Première édition : Verlag Edgar Pierson, Dresden und Leipzig 1889, 2 tomes, 327 pages.
- Éditions supplémentaires dans un journal : Gratis-Beilage der Magdeburger Volksstimme. Leipziger Buchdruckerei & Verlagsanstalt der Leipziger Volkszeitung G. Heinrich, Leipzig 1895; 300 pages. Le texte paraît comme supplément sur du papier journal et peut être relié dans une couverture spéciale prévue à cet effet.
- Édition populaire: 
  - Verlag Edgar Pierson, Dresden und Leipzig um 1900; 300 pages. Le texte finit à la page 300. Dans différentes éditions on trouve encore un ensemble de publicités de grosseur diverse.
  - Berlin Verlag, Berlin und Wien um 1914; 284 pages
- Édition de poche : Droemer Knaur, München 1983; 333 pages
- Nouvelle édition : Verlag der Nation, Berlin 1990,  (ISBN 3-373-00328-8)
- Deutsche Literaturgesellschaft, Berlin 2008,  (ISBN 978-3-940490-45-2)

### Adaptation
- Hans Engler, Die Waffen nieder! Ein Drama in vier Akten. Nach dem gleichnamigen Roman von Bertha von Suttner. Richter, Leipzig. 72 pages

### Traductions
- Ground arms! Traduction de l'anglais par Alice Asbury Abbott. A.C. McClurg & Co., Chicago, 1892.
- Abajo las armas! Übersetzung ins Portugiesische von Rigerio Z. Falguera. Ramon Sopena, Barcelona, 1939; 254 pages.
- Bas les armes !, Éditions Turquoise, Levallois-Perret 2015  (ISBN 978-2-918823-08-7)
- For la batalilojn!, traduction en Espéranto, Dobřichovice, Kava-Pech, [2001], 2019,  (ISBN 9788087169988), 463 pages.